# 1983 (Flying Lotus)
1983 è il primo album del musicista statunitense Flying Lotus, uscito il 3 ottobre 2006 per l'etichetta discografica Plug Research. Il titolo dell'album si riferisce all'anno di nascita del produttore.

## Tracce
1. 1983
2. São Paulo
3. Bad Actors
4. Orbit Brazil
5. Shifty
6. Babble
7. Pet Monster Shotglass
8. Hello
9. Untitled #7
10. Unexpected Delight (feat. Laura Darlington)
11. 1983 (Daedelus's Odd-dance Party Remix (Bonus Track))